# Tasso Bangel
Tasso Bangel (Taquara, 1931) é um compositor brasileiro.
Foi aluno de Roberto Eggers em Porto Alegre, estudando trompa, composição e regência. Formou o Conjunto Vocal Farroupilha de música regionalista gauchesca,   que duraria 35 anos, com apresentações e gravações pelo mundo. Depois se radicou em São Paulo, onde desenvolveu a maior parte de sua carreira. Suas composições têm um caráter nacionalista, fazendo uso do folclore gaúcho e brasileiro. Vasco Mariz o comparou a Radamés Gnatalli, e Luiz Roberto Trench diz que suas obras "possuem uma clareza de escrita, qualidade de inspiração, fluência e autenticidade gaúcha, e uma luminosidade de concepção acima do regional, que representam soberbamente o nosso nacionalismo musical a nível internacional". Recebeu o Prêmio da Associação Paulista dos Críticos de Arte em 1997, o Prêmio Sharp em 1998, e a Medalha Simões Lopes Neto, do governo gaúcho, por seu relevante trabalho cultural. Sua ópera Romance Gaúcho venceu um concurso nacional de composição em 1994. Venceu o Prêmio Açorianos de 2013 nas categorias Arranjador e Compositor Instrumental.

## Obras
Entre suas composições se destacam:
- Sinfonia concertante
- Sinfonia nº 1 (Farroupilha)
- Rodeio Crioulo
- Dois quartetos de cordas
- 16 Sextetos
- Poemas sinfônicos De Cabral a 2000, Jesus de Nazareh, e Rio Grande Chucro
- Concerto para flauta e orquestra
- Ópera Romance Gaúcho

## Prêmios e indicações

### Prêmio Açorianos
| Ano  | Categoria                         | Indicação                                               | Resultado |
| ---- | --------------------------------- | ------------------------------------------------------- | --------- |
| 2013 | Arranjador                        | Tasso Bangel (por Cidade & Campo, de Camerata Pampeana) | Venceu    |
| 2013 | Compositor de Música Instrumental | Tasso Bangel                                            | Venceu    |